# Reinhard Kiesler
Reinhard Kiesler  (* 18. Januar 1960 in Würzburg; † 9. September 2015 ebenda) war ein deutscher Romanist, Französist, Italianist, Hispanist und Lusitanist.

## Leben und Werk
Kiesler studierte von 1980 bis 1987 an den Universitäten Würzburg, Salamanca, Lissabon und Hull (England) Romanistik, Anglistik und Islamwissenschaften. Er wurde 1987 an der Universität Würzburg von Theodor Berchem promoviert mit der Arbeit Sprachliche Mittel der Hervorhebung in der modernen portugiesischen Umgangssprache (Heidelberg, Winter, 1989), ebenda 2000 habilitiert mit der Schrift Zur Syntax der Umgangssprache. Vergleichende Untersuchungen zum Französischen, Italienischen und Spanischen (Darmstadt, Wissenschaftliche Buchgesellschaft, 2013) und war ab 2006 an der Universität Würzburg außerplanmäßiger Professor. Er vertrat Professuren und Lehrstühle in Münster (2001–2002, 2009), Gießen (2006), Jena (2006–2007) und Würzburg (2012–2015).

## Werke
- Sprachliche Mittel der Hervorhebung in der modernen portugiesischen Umgangssprache, Winter, Heidelberg 1989
- Kleines vergleichendes Wörterbuch der Arabismen im Iberoromanischen und Italienischen, Francke, Tübingen 1994 (404 Seiten)
- (Hrsg. mit Martine Guille) Romania una et diversa. Philologische Studien für Theodor Berchem zum 65. Geburtstag, 2 Bde., Gunter Narr, Tübingen 2000
- Einführung in die Problematik des Vulgärlateins, Niemeyer, Tübingen 2006 (Romanistische Arbeitshefte 48)
- Zur Syntax der Umgangssprache. Vergleichende Untersuchungen zum Französischen, Italienischen und Spanischen, WBG, Darmstadt 2013
- Sprachsystemtechnik. Einführung in die Satzanalyse für Romanisten, Winter, Heidelberg 2015